# NGC 232
NGC 232 é uma galáxia espiral barrada (SBa) localizada na direcção da constelação de Cetus. Possui uma declinação de -23° 33' 42" e uma ascensão recta de 0 horas, 42 minutos e 45,7 segundos.
A galáxia NGC 232 foi descoberta em 1886 por Frank Leavenworth.